# 丹麥國家男子手球隊
丹麥國家男子手球隊是丹麥的國家男子手球隊，由丹麥手球聯盟（DHF）管理。手球是丹麥最受歡迎的體育運動之一，現在丹麥手球協會有超過14萬6千人會員。在2013年世界手球錦標賽上丹麥獲得第二名。2015年世錦賽，丹麥獲得第5位。丹麥還是2008年和2012年歐洲手球錦標賽的冠軍。獲得2019年以31比22擊敗挪威國家手球隊，贏得2019年世界男子手球錦標賽冠軍。
2016年里約奧運以28比26擊敗法國獲得奧運金牌。
2020年東京奧運以23比25輸給法國獲得奧運銀牌。
2024年巴黎奧運以28比26擊敗法國獲得奧運金牌。